# Idrope fetale
L'idrope fetale è una condizione del feto caratterizzata dall'accumulo di fluido, o edema, in almeno due dei compartimenti fetali. Per confronto l'idrope dell'allantoide o il polidramnios sono caratterizzati dall'accumulo di liquido solo a livello dell'allantoide stesso e del sacco amniotico.

## Localizzazione
I compartimenti che possono essere coinvolti sono:
- tessuto sottocutaneo;
- pleura (versamento pleurico);
- pericardio (versamento pericardico);
- peritoneo (ascite).

La localizzazione più comune è il sottocutaneo e può talvolta condurre ad aborto spontaneo, generalmente per insufficienza cardiaca da ipovolemia.

## Eziologia
L'idrope fetale deriva generalmente da un'anemia fetale, in conseguenza della quale il cuore deve pompare più sangue per provvedere alle richieste di ossigeno dei tessuti. Le cause dell'anemia, e quindi dell'idrope, possono essere classificate in immuni e non immuni.

### Cause immuni
L'incompatibilità del fattore Rh è causa di idrope fetale immuno-mediata, ma con la profilassi adottata negli anni '70 l'incidenza è calata drasticamente. La prevenzione viene effettuata tramite somministrazione di IgG anti-D alle madri Rh-negative, durante la gravidanza oppure entro 72 ore dal travaglio. Ciononostante una piccola percentuale di madri rimane suscettibile alla malattia.

### Cause non immuni
Le cause non immuni di idrope fetale includono:
- anemia sideropenica;
- tachicardia sopraventricolare;
- sindrome di Sly (da deficit dell'enzima beta-glucuronidasi);
- eritema infettivo da parvovirus B19 contratto dalla madre durante la gravidanza;
- sindrome fetale da citomegalovirus
- sifilide materna;
- alfa talassemia nella delezione di tutti e quattro i geni codificanti per le catene α dell'emoglobina;
- talvolta nella malattia di Niemann-Pick e nel tipo II della malattia di Gaucher;
- sindrome di Turner;
- neoplasie, specialmente i teratomi e tra questi il teratoma sacro-coccigeo;
- nel caso di trasfusione intrauterina di sangue tra gemelli monocoriali;
- ipertiroidismo materno.

## Diagnosi
L'idrope fetale può essere rilevata ecograficamente.

## Trattamento
La terapia prevede la rimozione della causa scatenante lo sviluppo dell'idrope. Nel caso di anemie gravi, i feti possono essere trattati tramite emotrasfusioni intrauterine.